# Algemene verkiezingen in Zambia (2006)

De kiesdistricten gewonnen door zittend president Mwanawasa (MMD) zijn rood gekleurd, de districten die blauw zijn gekleurd zijn gewonnen door Hichilema (UDA/UPND), de groene districten werden gewonnen door Sata (PF).

De algemene verkiezingen in Zambia van 2006 vonden op 26 september 2006 plaats. Zij behelsden de verkiezing van een nieuwe Nationale Vergadering (parlement) en een president.

## Presidentsverkiezingen
Zittend president Levy Mwanawasa (MMD) werd herkozen met 43% van de stemmen. Zijn voornaamste uitdager, Michael Sata (PF), kreeg 29% van de stemmen.
| Kandidaat                         | Kandidaat                         | Partij                                         | Stemmen   | %     |
| --------------------------------- | --------------------------------- | ---------------------------------------------- | --------- | ----- |
|                                   | Levy Mwanawasa                    | Movement for Multiparty Democracy              | 1.177.846 | 43,00 |
|                                   | Anderson Mazoka                   | Patriotic Front                                | 804.748   | 29,4  |
|                                   | Hakainde Hichilema                | United Democratic Alliance (UPND • UNIP • FDD) | 427.287   | 17,03 |
|                                   | Godfrey Miyanda                   | Heritage Party                                 | 42.891    | 1,56  |
|                                   | Winwright Ngondo                  | All Peoples' Congress Party                    | 20.921    | 0,80  |
| Ongeldige stemmen/ blanco stemmen | Ongeldige stemmen/ blanco stemmen | Ongeldige stemmen/ blanco stemmen              | 66.248    | 5,26  |
| Totaal                            | Totaal                            | Totaal                                         | 2.789.114 | 100   |
| Geregistreerde kiezers/ opkomst   | Geregistreerde kiezers/ opkomst   | Geregistreerde kiezers/ opkomst                | 3.941.229 | 70,7  |
| Bron: AED                         |                                   |                                                |           |       |

## Nationale Vergadering
Onder de benoemde leden (9) bevindt zich ook de voorzitter (Speaker).
| Partij                          | Partij                            | Zetels    | %     |
| ------------------------------- | --------------------------------- | --------- | ----- |
|                                 | Movement for Multiparty Democracy | 72        |       |
|                                 | Patriotic Front                   | 44        |       |
|                                 | United Democratic Alliance        | 27        |       |
|                                 | United Liberal Party              | 2         |       |
|                                 | National Democratic Focus         | 1         |       |
|                                 | Onafhankelijke kandidaten         | 2         |       |
|                                 | Overige kandidaten                | 0         |       |
| Benoemingen                     | Benoemingen                       | 9         |       |
| Vacant                          | Vacant                            | 2         |       |
| Totaal                          | Totaal                            | 159       |       |
| Geregistreerde kiezers/ opkomst | Geregistreerde kiezers/ opkomst   | 3.941.229 | 65,37 |
| Bron: AED                       |                                   |           |       |

## Afbeeldingen

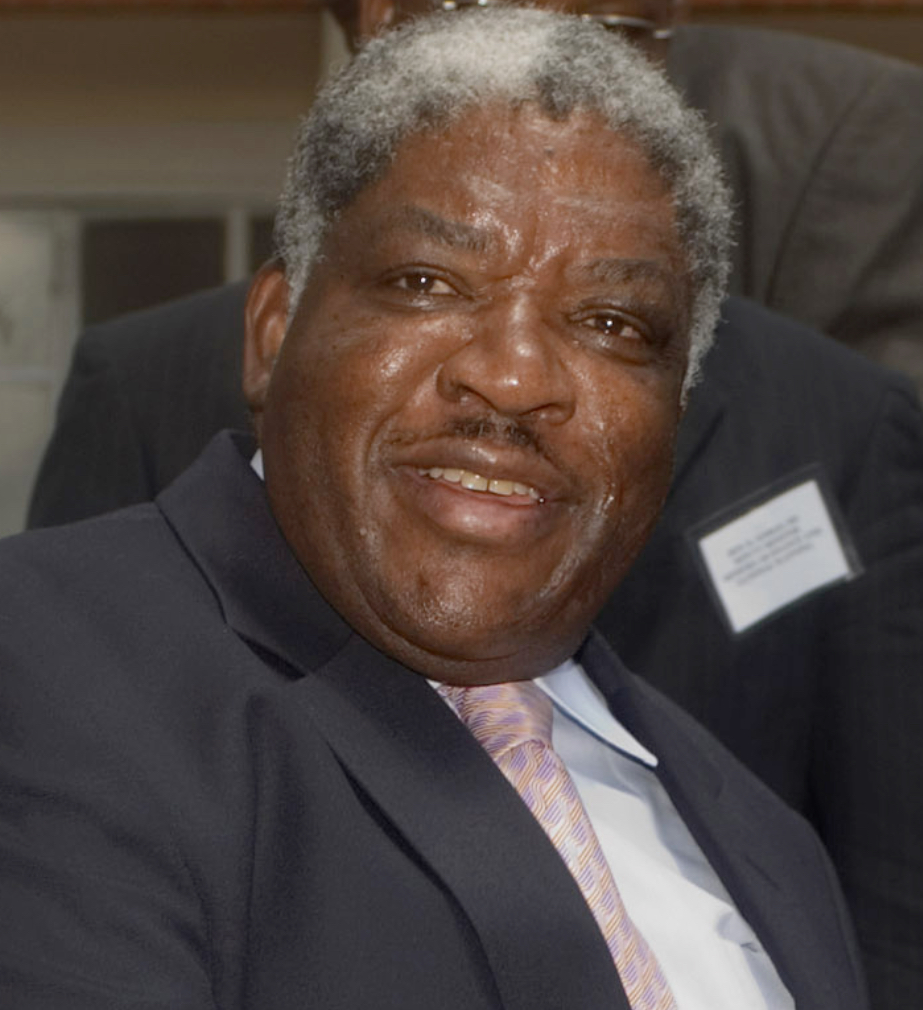
Levy Mwanawasa won de presidentsverkiezingen met 43% van de stemmen en werd herkozen.
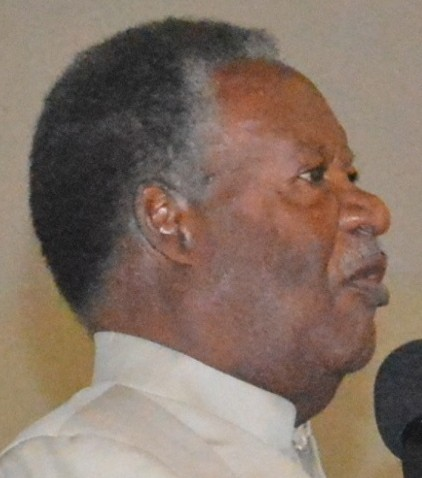
Michael Sata verloor de verkiezingen met 29% van de stemmen (N.B.: Hij werd in 2011 tot president gekozen).

Presidentsverkiezingen: 1968 · 1973 · 1978 · 1983 · 1988 · 1991 · 1996 · 2001 · 2006 · 2008 · 2011 · 2015 · 2016 · 2021

Parlementsverkiezingen: 1968 · 1973 · 1978 · 1983 · 1988 · 1991 · 1996 · 2001 · 2006 · 2011 · 2016 · 2021

Referenda: 1969 · 2016